# 招待所 (北朝鮮)
招待所（しょうたいじょ）とは、朝鮮民主主義人民共和国において、外国からの拉致被害者や工作員を住まわせる施設。多くの場合まかない付きで、山間部や僻地にあり、一般の北朝鮮の人びととの接触が禁じられた隔離施設である。

## 概要
特殊な仕事に携わる人のため工夫された隔離施設であり、その周囲には武装した警備員が立っている。工作員が宿泊して工作員教育を受けるほか、拉致被害者のように、一般住民から隔離する必要のある人を生活させる場合もある。
招待所では住人の生活を支えるため数名が働き、「アジュンマ」（おばさん）と呼ばれる中年女性が料理を作り、若い女性が給仕や清掃などを担当することが多い。庭園の管理や電気修理などを担当する「管理員」と呼ばれる人がいることもある。しかし、拉致被害者や工作員が世話役として働く人々と対面することは通常禁じられており、無許可の外出も禁じられている。
2002年に帰国した日本の拉致被害者たち5人は、北朝鮮に連行された直後、招待所で朝鮮語などを習わされたと証言している。